# Кубок африканських чемпіонів 1989
Кубок африканських чемпіонів 1989 — 25-й розіграш турніру, що проходив під егідою КАФ. Матчі проходили з квітня по 15 грудня 1989 року. Турнір проходив за олімпійською системою, команди грали по два матчі. Усього брали участь 38 команд. Чемпіонський титул уперше здобув марокканський клуб «Раджа» з Касабланки.

## Попередній раунд
| Команда 1               | Заг.  | Команда 2                | 1-й матч | 2-й матч    |
| ----------------------- | ----- | ------------------------ | -------- | ----------- |
| Соні Ела Нгуема         | 1:4   | АСДР Фатіма              | 1:0      | 0:4         |
| Мбабане Гайлендерс      | 4:0   | Пан Афрікан              | 2:0      | 2:0 (т. п.) |
| Матлама                 | 5:2   | Ботсвана Діфенс Форс XI  | 4:1      | 1:1         |
| Майті Блекпул           | т. п. | Бенфіка (Бісау)          | —        | —           |
| Сент-Льюїс Санс Юнайтед | 1:0   | КОСФАП                   | 0:0      | 1:0         |
| Зумунта                 | 1:3   | Етуаль Філант (Уагадугу) | 0:2      | 1:1         |

Примітки
1. ↑  «Пан Афрікан» після першого матчу знявся з турніру.
2. ↑  «Бенфіка» знявся з турніру.

## Перший раунд
| Команда 1            | Заг.           | Команда 2                | 1-й матч | 2-й матч |
| -------------------- | -------------- | ------------------------ | -------- | -------- |
| Леопардс (Найробі)   | 1:1 (ч)        | Інтер (Турку)            | 0:0      | 1:1      |
| Дешпортіву ді Мапуту | 3:3 (ч)        | Зімбабве Сайнтс          | 2:2      | 1:1      |
| Джоліба              | 1:0            | Горойя                   | 1:0      | 0:0      |
| ЕС Сетіф             | 1:1 (пен. 3:5) | Майті Блекпул            | 1:0      | 0:1      |
| Есперанс (Туніс)     | 2:1            | Етуаль Філант (Уагадугу) | 2:1      | 0:0      |
| Експресс             | 5:2            | Мбабане Гайлендерс       | 4:0      | 1:2      |
| Файр Бріджад         | 2:0            | Сент-Льюїс Санс Юнайтед  | 1:0      | 1:0      |
| Інтер (Браззавіль)   | 4:3            | Петру Атлетіку           | 2:1      | 2:2      |
| Івуаньянву Нейшнл    | 4:1            | Майті Баролл             | 4:1      | 0:0      |
| ЖАК                  | 1:1 (пен. 5:3) | Африка Спортс            | 1:0      | 0:1      |
| Моулудія д'Оран      | т. п.          | Аль-Іттіхад (Триполі)    | —        | —        |
| Нкана Ред Девілз     | 5:2            | Ботсвана Діфенс Форс XI  | 4:1      | 1:1      |
| Раджа                | 2:1            | СКА «Жанна д'Арк»        | 2:0      | 0:1      |
| Тоннер (Яунде)       | 5:0            | АСДР Фатіма              | 2:0      | 3:0      |
| Віта (Кіншаса)       | 6:1            | Мукунгва                 | 4:0      | 2:1      |
| Замалек              | 2:2 (ч)        | Аль-Мурада               | 2:1      | 0:1      |

Примітки
1. ↑  «Аль-Іттіхад» знявся з турніру.

## Другий раунд
| Команда 1          | Заг.           | Команда 2          | 1-й матч | 2-й матч |
| ------------------ | -------------- | ------------------ | -------- | -------- |
| Леопардс (Найробі) | 1:3            | Аль-Мурада         | 1:0      | 0:3      |
| Івуаньянву Нейшнл  | 3:3 (пен. 4:5) | Інтер (Браззавіль) | 2:1      | 1:2      |
| Есперанс (Туніс)   | 4:5            | Моулудія д'Оран    | 3:2      | 1:3      |
| Майті Блекпул      | 2:1            | Джоліба            | 2:1      | 0:0      |
| Нкана Ред Девілз   | 8:3            | Файр Бріджад       | 5:1      | 3:2      |
| Раджа              | 1:1 (ч)        | ЖАК                | 0:0      | 1:1      |
| Віта (Кіншаса)     | 2:4            | Тоннер (Яунде)     | 1:1      | 1:3      |
| Зімбабве Сайнтс    | 1:1 (пен. 4:3) | Експресс           | 0:1      | 1:0      |

## Фінальний етап

### Чвертьфінал
| Команда 1       | Заг. | Команда 2          | 1-й матч | 2-й матч |
| --------------- | ---- | ------------------ | -------- | -------- |
| Аль-Мурада      | 1:4  | Оран               | 1:0      | 0:4      |
| Раджа           | 2:1  | Інтер (Браззавіль) | 2:0      | 0:1      |
| Майті Блекпул   | 1:4  | Тоннер (Яунде)     | 0:1      | 1:3      |
| Зімбабве Сайнтс | 1:2  | Нкана Ред Девілз   | 0:0      | 1:2      |

### Півфінал
| Команда 1        | Заг. | Команда 2      | 1-й матч | 2-й матч |
| ---------------- | ---- | -------------- | -------- | -------- |
| Нкана Ред Девілз | 3:5  | Оран           | 1:0      | 2:5      |
| Раджа            | 4:2  | Тоннер (Яунде) | 2:0      | 2:2      |

## Фінал
| 3 грудня 1989 |

| Раджа    | 1:0      | Оран |
| -------- | -------- | ---- |
| Ндае 67' | Протокол |      |

| Стадіон імені Мохаммеда V, Касабланка Глядачів: 50 000 Арбітр: Барада Сене (Сенегал) |

| грудня 1989 |

| Оран | 1:0      | Раджа |
| ---- | -------- | ----- |
|      | Протокол |       |

| «19 травня 1956 року», Аннаба Глядачів: 40 000 Арбітр: Мохамед Хафез (Єгипет) |

| Чемпіон Кубка африканських чемпіонів 1989 [[Файл:Flag of Morocco.svg\|border\|border\|100px\|Марокко]] Раджа (1-й титул) |